# Маяк Палагубский
Маяк Палагубский — упразднённый в 1999 году населённый пункт в Мурманской области России. Входил на момент упразднения в ЗАТО город Полярный (с 2008 года — городской округ ЗАТО Александровск).

## География
Располагался на западном берегу Кольского залива, при входе в Екатерининскую гавань на Глиноецком мысу, разделяющем бухты Палу и Оленью, в 2 км к югу от Полярного.

## История
Известен с 1936 года.
Снят с учёта 03 ноября 1999 года согласно Закону Мурманской области от 03 ноября 1999 года № 162-01-ЗМО «Об упразднении некоторых населенных пунктов Мурманской области».

## Инфраструктура
Маяк, установленный в 1900.

## Транспорт
Доступен был водным транспортом.